# スティル・ゴット・ザ・ブルーズ
『スティル・ゴット・ザ・ブルーズ』（Still Got the Blues）は、北アイルランドのギタリスト、ゲイリー・ムーアが1990年に発表したスタジオ・アルバム。ムーアのルーツであるブルースを探求した作品で、本作が自身最大のヒット・アルバムとなったのを機に、以後もブルース色の強い作品をリリースするようになった。全世界的な売り上げは300万枚以上と言われる。

## 背景
1980年代末期、ムーアは自分の音楽的方向性に関して迷いを抱いており、長年ムーアと共に活動してきたベーシストのボブ・デイズリーによれば、ドイツ公演前の楽屋でムーアと共にブルースブレイカーズの曲のジャム・セッションを行い、その時にデイズリーが「ブルース・アルバムを作ってみたらどうか?」と進言して、本作の制作につながったという。そして、ムーアは1980年代初頭に共演したベーシスト、アンディ・パイル（元ブロードウィン・ピッグ、サヴォイ・ブラウン）と共にデモ・レコーディングを開始し、当初はパイルと共演経験のあるクライヴ・バンカーがドラマーに起用されたが、バンカーとのセッションはうまくいかず、最終的にはシンプルな演奏を評価されたグラハム・ウォーカーがドラムスを担当した。また、ムーアは別のリズム・セクションも必要と考え、一部の曲では前述のボブ・デイズリーに加えて、ムーアがシン・リジィ時代に共演したブライアン・ダウニーを迎えた。共同プロデューサーのイアン・テイラーは、ムーアの前作『アフター・ザ・ウォー』（1989年）でエンジニアリングとミキシングを務めており、本作以降もムーアの作品のプロデュースに貢献した。
本作のレコーディングでは、主にムーアが1988年に購入した1959年製のレスポール・スタンダードが使用されたが、「ミッドナイト・ブルーズ」や「ストップ・メッシン・アラウンド」では、かつてピーター・グリーンから譲られたレスポールが使用された。また、「テキサス・ストラット」で使用された1961年製のサーモンピンクのストラトキャスターは、ムーアが1981年、グレッグ・レイクのレコーディング・セッションに参加していた際に購入した物で、元々はトミー・スティールが所有していたと言われる。
「オー・プリティ・ウーマン」は、アルバート・キングがアルバム『ボーン・アンダー・ア・バッド・サイン』（1966年）で発表した曲のカヴァーである。キングは本作のヴァージョンにも本人参加し、更に同曲のミュージック・ビデオにも出演した。
「トゥー・タイアード」は、元々はジョニー・"ギター"・ワトソンが1955年に発表した曲で、アルバート・コリンズのアルバム『アイス・ピッキン』（1978年）でもカヴァーされており、コリンズは本作のヴァージョンにゲスト参加したのに加えて、本作のリリースに伴うツアーでも30ほどの公演に参加し、更にムーアの次作『アフター・アワーズ』（1992年）にも引き続き参加した。一方、ムーアは後にコリンズのアルバム『コリンズ・ミックス〜ザ・ベスト・オブ・アルバート・コリンズ』（1993年）にゲスト参加している。
ジョージ・ハリスンが提供した「ザット・カインド・オブ・ウーマン」は、当初はエリック・クラプトンのアルバム『ジャーニーマン』（1989年）の収録曲の候補だったが、同アルバムには収録されず、クラプトンのヴァージョンはチャリティ・アルバム『Nobody’s Child: Romanian Angel Appeal』（1990年）で発表された。なお、ムーアはハリスンの所属バンド「トラヴェリング・ウィルベリーズ」のアルバム『トラヴェリング・ウィルベリーズ Vol.3』（1990年10月発売）収録曲「シーズ・マイ・ベイビー」のレコーディングに参加している。
「オール・ユア・ラヴ」はオーティス・ラッシュが1959年に発表した曲だが、ブルースブレイカーズも1966年のアルバム『ジョン・メイオール&ザ・ブルースブレイカーズ・ウィズ・エリック・クラプトン』で取り上げており、ムーアは友人の家でブルースブレイカーズのヴァージョンを初めて聴いた際「一瞬にして人生が変わり、信じがたい啓示を得た」ほどの衝撃を受けたという。

## 反響
全英アルバムチャートでは26週にわたりトップ100入りして、最高13位を記録し、リリースから4年半後の1994年9月には、イギリス国内でプラチナ・ディスクの認定を受けた。アメリカでは1991年2月16日付のBillboard 200で83位に達して自身唯一の全米トップ100アルバムとなり、1995年11月には、ムーアのアルバムとしては唯一RIAAによりゴールド・ディスクの認定を受けた。
オランダのアルバム・チャートでは32週トップ100入りし、うち3週にわたって1位を獲得した。スウェーデンのアルバム・チャートでは6回（合計14週）連続で1位を獲得し、合計14週トップ40入りした。ドイツのアルバム・チャートでは、2週にわたって4位を記録し、合計57週トップ100入りするロング・ヒットとなった。

## 評価
Daevid Jehnzenはオールミュージックにおいて5点満点中4.5点を付け「ムーアの演奏は過去最良で、印象的な技巧と魂の両立した情熱的なフレーズが、とめどなく流れている」と評している。エリック・クラプトンはアルバム『オールド・ソック』（2013年）で「スティル・ゴット・ザ・ブルーズ」をカヴァーしてムーアを追悼しており、この曲に関して「曲そのものが強力で、改作し甲斐があると思ったから、ジャズ・クラブ風にやってみた」とコメントしている。

## その後
収録曲のうち「ミッドナイト・ブルーズ」と「オール・ユア・ラヴ」は、ムーアが2006年に発表したアルバム『オールド・ニュー・バラッズ・ブルース』で再録音された。「スティル・ゴット・ザ・ブルーズ」のギター・フレーズは、ドイツのバンドJud's Galleryが1974年に作った曲「Nordrach」（当時はレコード化されておらず、ライブやラジオでしか聴くことができなかった）との類似が指摘されており、後に同バンドのリーダーであるJüergen Winterがムーアを訴え、2008年にはムーアが敗訴した。

## 収録曲
特記なき楽曲はゲイリー・ムーア作。
1. ムーヴィング・オン - "Moving On" – 2:39
2. オー・プリティ・ウーマン - "Oh Pretty Woman" (A.C. Williams) – 4:25
3. ウォーキング・バイ・マイセルフ - "Walking by Myself" (Jimmy Rogers) – 2:56
4. スティル・ゴット・ザ・ブルーズ - "Still Got the Blues (For You)" – 6:11
5. テキサス・ストラット - "Texas Strut" – 4:51
6. トゥー・タイアード - "Too Tired" (Johnny “Guitar” Watson, Maxwell Davies, Saul Bihari) – 2:50
7. キング・オブ・ザ・ブルーズ - "King of the Blues" – 4:36
8. アズ・イヤーズ・ゴー・パッシング・バイ - "As the Years Go Passing by" (Don Robey) – 7:45
9. ミッドナイト・ブルーズ - "Midnight Blues" – 4:58
10. ザット・カインド・オブ・ウーマン - "That Kind of Woman" (George Harrison) – 4:31
11. オール・ユア・ラヴ - "All Your Love" (Otis Rush) – 3:42
12. ストップ・メッシン・アラウンド - "Stop Messin' Around" (Clifford Davis, Peter Green) – 4:00

### 2002年リマスターCDボーナス・トラック
1. ザ・スタンブル - "The Stumble" (Freddy King, Sonny Thompson) – 3:00
2. レフト・ミー・ウィズ・ザ・ブルーズ - "Left Me with the Blues" – 3:05
3. ファーザー・オン・アップ・ザ・ロード - "Further On Up the Road" (D. Robey, Joe Medwick) – 4:08
4. ミーン・クルーエル・ウーマン - "Mean Cruel Woman" – 2:47
5. ザ・スカイ・イズ・クライング - "The Sky Is Crying" (Elmore James) – 4:53

## シングル
本作からのシングルのチャート最高順位を示す。
| タイトル                       | アメリカ | イギリス | オランダ | スウェーデン |
| ------------------------------ | -------- | -------- | -------- | ------------ |
| オー・プリティ・ウーマン       | -        | 48位     | 8位      | -            |
| スティル・ゴット・ザ・ブルーズ | 97位     | 31位     | 2位      | 4位          |
| ウォーキング・バイ・マイセルフ | -        | 48位     | 28位     | -            |
| トゥー・タイアード             | -        | 71位     | -        | -            |

## 参加ミュージシャン
- ゲイリー・ムーア - ボーカル、ギター、ストリングス・アレンジ、ホーン・アレンジ
- アルバート・キング - ギター(on #2)
- アルバート・コリンズ - ギター(on #6)
- ジョージ・ハリスン - スライドギター、リズムギター、バッキング・ボーカル(on #10)
- ミック・ウィーヴァー - ピアノ(on #1, #3, #12)、エレクトリックピアノ(on #9)、ハモンドオルガン(on #11)
- ドン・エイリー - ハモンドオルガン(on #2, #5, #7, #8)、キーボード(on #4)、ピアノ(on #6)、ストリングス・アレンジ、ストリングス指揮、ホーン・アレンジ
- ニッキー・ホプキンス - ピアノ(on #4, #8, #10)
- アンディ・パイル（英語版） - ベース(on #1, #2, #3, #4, #6, #7, #9, #11, #12)
- ボブ・デイズリー - ベース(on #5, #8, #10)
- グラハム・ウォーカー - ドラムス(on #1, #2, #3, #4, #6, #9, #10, #11, #12)
- ブライアン・ダウニー - ドラムス(on #5, #7, #8)
- ラウル・ドリヴェイラ - トランペット(on #2, #7)
- ステュアート・ブルックス - トランペット(on #6)
- マーティン・ドローヴァー - トランペット(on #10)
- フランク・ミード - サクソフォーン(on #2, #6, #7, #8, #10, #12)、ハーモニカ(on #3)
- ニック・ペンタロウ - テナー・サクソフォーン(on #2, #7, #10)
- アンドリュー・ハミルトン - テナー・サクソフォーン(on #6)
- ニック・ペイン - バリトン・サクソフォーン(on #2, #6, #7, #8, #10)
- ギャヴィン・ライト - ストリングス・リーダー(on #4, #9)